# Legorreta
Legorreta és un municipi de Guipúscoa, de la comarca del Tolosaldea.

## Persones cèlebres nascudes en aquesta localitat
- Mikel Lasa (1971): futbolista internacional.
- José Ramón Soroiz: actor de teatre, cinema i televisió.
- Maixabel Lasa (1951): directora de l'oficina d'atenció a les víctimes del terrorisme del govern basc. És vídua de Jáuregui.
- Juan María Jáuregui (1951-2000): militant del PSE-EE, va ser governador civil de Guipúscoa. Va morir assassinat per ETA.
- Patxi Ezkiaga (1943): escriptor en basc.
- Juan de Oriar: va ser secretari del rei Felip III d'Espanya.